# Jacobo Ramón
Jacobo Ramón Naveros (* 6. ledna 2005 Madrid) je španělský fotbalista, který hraje jako obránce za Real Madrid Castilla.

## Klubová kariéra
Jako mládežnický hráč vyhrál s Realem Madrid ligu.
Dne 22. ledna 2025 debutoval v seniorském A-týmu Realu Madrid proti Red Bullu Salzburg. Dne 4. května téhož roku debutoval v La Lize. Dne 14. května vstřelil v 95 minutě gól proti Mallorce, Real Madrid zvítězil 2:1.

## Reprezentační kariéra
Ramón je mládežnickým reprezentantem Španělska.